# Fritz Molden

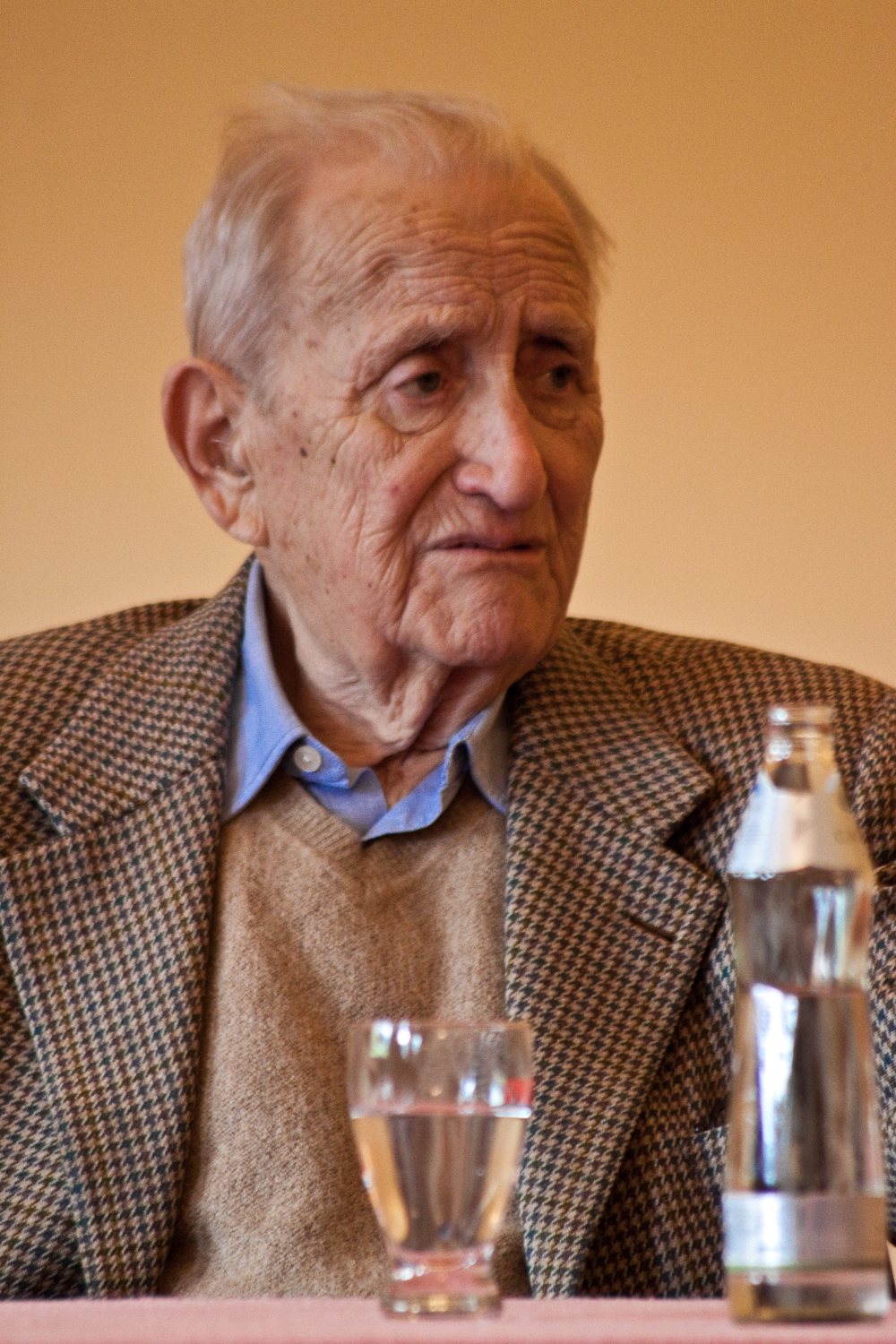
Fritz Molden (2010)

Fritz P. Molden (* 8. April 1924 in Wien; † 11. Jänner 2014 in Schwaz, Tirol) war österreichischer Widerstandskämpfer, Journalist, Autor, Verleger und Diplomat.

## Leben
Fritz Molden, mit vollständigem Namen Friedrich Peter Ernst Richard Gabriel Hildebrand Molden, wurde geboren als Sohn von Ernst Molden, Chefredakteur der Neuen Freien Presse, und Paula Preradović, Verfasserin des Textes der österreichischen Bundeshymne, und wuchs in großbürgerlichen Wiener Verhältnissen auf. Zuletzt war Molden in vierter Ehe mit der Übersetzerin und Autorin Hanna Molden verheiratet und Vater von fünf Kindern, darunter Ernst Molden, der wie sein gleichnamiger Großvater als Autor tätig ist, und der Historiker Berthold Molden. Fritz Moldens Bruder war Otto Molden, sein Cousin Nikolaus Preradovich.

## Widerstand gegen das NS-Regime
Im Alter von 14 Jahren wurde Molden zum ersten Mal verhaftet, weil er kurz nach dem „Anschluss Österreichs“ an das Deutsche Reich als Mitglied des katholischen Untergrunds an Aktionen gegen den Nationalsozialismus teilnahm. Mehrere Male landete er deswegen im Gefängnis.
Im Herbst 1942, während des Zweiten Weltkriegs, wurde er zu einem Strafbataillon an der russischen Ostfront versetzt, wo er verwundet wurde. 1944 bei einer Wehrmachtseinheit in Mittelitalien stationiert, durfte er im Frühjahr Urlaub in Wien machen. Molden war bereits über Generalmajor Lahousen mit Mitgliedern einer deutschen Offiziers-Widerstandsgruppe in Kontakt gekommen und erhielt in Wien über Alfons Stillfried den Auftrag, sich für den Widerstand für eine Mission in die Schweiz zur Verfügung zu halten. Wieder zurück in Italien, musste er nach wenigen Wochen fliehen, weil Mitverschworene in seiner Einheit durch Verrat enttarnt und verhaftet worden waren.
Zuerst versteckte sich Molden bei Partisanen im Apennin, dann gelang ihm die Flucht über Mailand in das Tessin. In der Schweiz wurde er gleich durch die Schweizer Polizei verhaftet. Er konnte jedoch mit Max Waibel, dem Chef des schweizerischen militärischen Nachrichtendienstes, ein Abkommen treffen, das im Sommer 1944 auch schriftlich festgehalten wurde: Mitglieder des österreichischen Widerstands durften sich in der Schweiz ungehindert bewegen, im Austausch dafür würden sie die Schweiz über alle die Schweiz betreffenden Pläne und Vorbereitungen der Wehrmacht auf dem Laufenden halten. Damals ging dort nämlich die Angst vor einem möglicherweise geplanten deutschen letzten Festungsreduit (Alpenfestung) um und einem damit verbundenen Einmarsch in die Schweiz.
Mit der sogenannten Verbindungsstelle Schweiz von Kurt Grimm und Hans Thalberg konnte Molden schließlich mit den Alliierten in Kontakt treten und fungierte fortan als Mittelsmann zwischen jenen und der österreichischen Widerstandsbewegung O5. Beim Office of Strategic Services bekam Molden den Codenamen Agent K-28.
Fritz Molden kehrte im September 1944 aus der Schweiz nach Österreich zurück, um nach nicht verhafteten Mitgliedern der Widerstandsgruppe Maier-Messner-Caldonazzi zu suchen. Mithilfe des Studenten Harald Frederiksen fand er den Kontakt zu diesen, und es gelang ihnen, ein Nachrichtennetz mit etwa 40 Leuten aufzubauen. Bis zu seiner Verhaftung im Jänner 1945 konnte Frederiksen so wöchentlich wichtige Informationen an die Alliierten in der Schweiz schicken.
Innsbruck war für die Kurierdienste zwischen Wien und der Schweiz eine günstige Zwischenstation. Ab Ende November 1944 konnte Molden in Innsbruck das Haus seines Patenonkels Richard Heuberger als Unterkunft nutzen, später auch als Treffpunkt für Besprechungen der O5 und sogar, um darin ein Funkgerät und kurzfristig zwei französische Verbindungsoffiziere zu verbergen.
Für sein Engagement im Zweiten Weltkrieg wurde Fritz Molden 1947 von den Vereinigten Staaten die Medal of Freedom verliehen.

## Karriere als Journalist, Herausgeber und Diplomat
Nach dem Ende des Zweiten Weltkriegs wurde Molden Sekretär des am 26. September 1945 von der Staatsregierung Renner bestellten und in den folgenden Bundesregierungen bis 26. November 1953 amtierenden Außenministers Karl Gruber, bei dem er unter anderem für die Pressearbeit zuständig war. 1946 wurde er Auslandsredakteur der von seinem Vater Ernst Molden wiedergegründeten Tageszeitung Die Presse, Nachfolgerin der 1939 eingestellten Neuen Freien Presse. 1948 / 1949 war Molden als Diplomat in den Vereinigten Staaten, wo er im Informationsdienst des Österreichischen Generalkonsulats in New York arbeitete.
1948 heiratete er Joan Dulles, die Tochter des Leiters des OSS und späteren CIA-Chefs Allen Welsh Dulles; im April 2009 wurde bekannt, dass der Chefredakteur der Presse, Otto Schulmeister, jahrzehntelang für die CIA gearbeitet hatte.
1950 übernahm Molden die kaufmännischen Agenden der Presse als Verlagsdirektor und gründete im selben Jahr die Wochenpresse. 1958 gründete er im Rahmen der Auseinandersetzungen im sogenannten Wiener Zeitungskrieg gemeinsam mit dem späteren ORF-Generalintendanten Gerd Bacher die Boulevardzeitung Express, die in bis zu drei Ausgaben pro Tag erschien. 1960 kaufte er das Wiener Wochenblatt („WiWo“) von Fritz Herrmann.
Im Alter von 36 Jahren auf dem Höhepunkt seiner Verlegerkarriere, war Molden der damals wohl größte und wichtigste Zeitungsherausgeber des Landes. Seine Zeitungen sollen kurzzeitig einen Marktanteil von 28 Prozent gehalten haben. Anfang der 1960er Jahre, Molden war bis 1961 noch Herausgeber und Chefredakteur, wurde er als einer der möglichen Käufer für die Kronen Zeitung gehandelt. Die Creditanstalt, eine verstaatlichte Bank, gewährte Molden jedoch nicht den zum Kauf nötigen Kredit.
Molden war zu dieser Zeit auch politisch sehr engagiert und trat friedlich für die Autonomiebewegung in Südtirol ein. Bis zum Jahr 1960 verhandelte er als Mitglied im Politischen Komitee des Befreiungsausschusses Südtirol mit Österreichern und US-Amerikanern. Folgenden Satz wiederholte er mehrmals: „Man muß für Südtirol das Selbstbestimmungsrecht verlangen, damit man wenigstens die Regionalautonomie bekommt.“ Er vertrat auch oftmals den Südtirolreferenten der Tiroler Landesregierung, Aloys Oberhammer, da dieser in Italien Einreiseverbot hatte. Nachdem der Kampf für ein autonomes Südtirol blutig geworden war und zunehmend von rechtsradikalen Kräften rund um Norbert Burger vereinnahmt worden waren, beendete Molden sein Engagement. Er bewertete allerdings im Rückblick die Auswirkungen auf das letztendliche Zustandekommen des Südtirol-Pakets als positiv. Sein Weggefährte Gerd Bacher räumte hingegen eine persönliche Beteiligung an der logistischen Vorbereitung der Anschläge ein.
In den 1980er Jahren machte sich Molden als Präsident des Auslandsösterreicher-Weltbundes (AÖWB) immer wieder für eine breitere Regelung der Doppelstaatsbürgerschaft sowie für die Einführung der Briefwahl stark.

## Karriere als Verleger und Berater
Im Jahr 1964 erfüllte sich der als risikofreudig bekannte Molden mit der Gründung eines eigenen Buchverlages, des Fritz Molden Verlags, einen langgehegten Traum. Bald wurde der Verlag, der Memoiren, Sachbücher und auch moderne Bestseller herausbrachte, durch seine auffallende Werbung und die namhaften Autoren international bekannt.
Doch trotz mehrerer Bestseller – darunter Hildegard Knefs Der geschenkte Gaul (1970), Der Pate von Mario Puzo (1969) und Papillon von Henri Charrière (1970) – schlitterte der Verlag 1982 in den Konkurs. Die Ursachen der Pleite lagen in den teuren Werbekampagnen für Moldens Bücher, den riskanten Investitionen in Lizenzen für amerikanische Bestseller, die sich mehrfach als Flops erwiesen, sowie nicht zuletzt in Moldens kostspieligem Lebensstil. Ein Großteil der Buchrechte wurde an Bertelsmann verkauft. Molden verlor, abgesehen von seinem Privathaus in Tirol, seinen gesamten Besitz.
In seinem Buch Der Konkurs verarbeitete Molden seine Erlebnisse und wagte einen Neuanfang. Er produzierte im Auftrag des ORF die TV-Serie Auf rot-weiß-roten Spuren, in der es um Auslandsösterreicher geht. Außerdem widmete sich Molden wieder seiner eigenen Schriftstellerei. 1987 übernahm er diplomatische Sondermissionen und reiste mit dem Ziel, das durch die Waldheim-Affäre angekratzte Image Österreichs wieder aufzupolieren, durch Europa.
1988 beriet Molden Oscar Bronner bei der Gründung der Wiener Tageszeitung Der Standard und stand ihm bis 1995 als Berater zur Seite.
Im Jänner 2005 gab er seinen Molden-Verlag, den er 1995 neu gegründet hatte, an den Steuerberater Bernhard Vanas ab.

## Tod

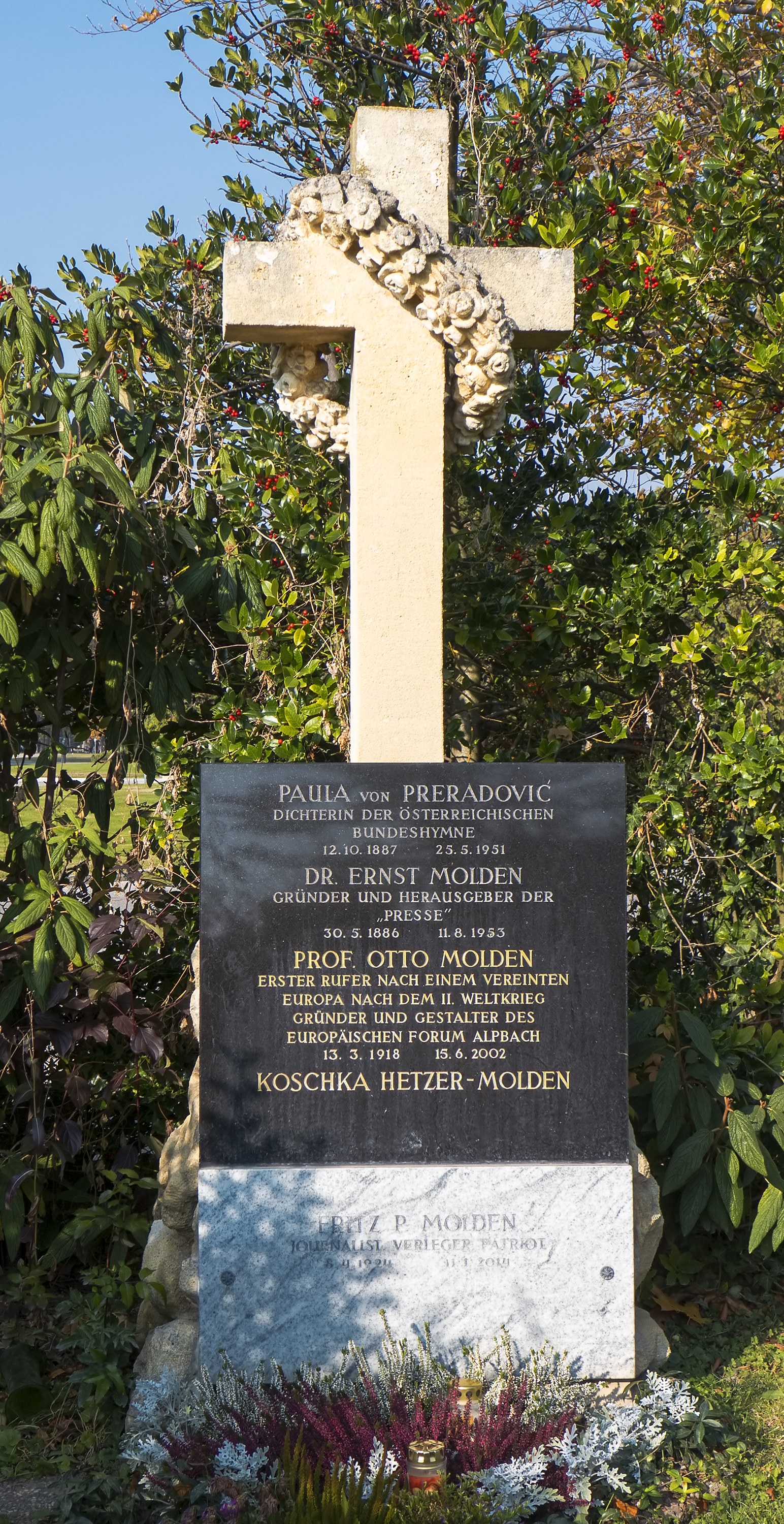
Grabstätte auf dem Wiener Zentralfriedhof

Molden starb am 11. Jänner 2014 in Schwaz. In den darauffolgenden Tagen zierte er die Titelseiten vieler österreichischer Zeitungen. Auch einige deutsche Medien berichteten. Unter anderem änderte der ORF nach Bekanntwerden des Todes sein Programm und widmete ihm eine Sondersendung.
Molden wurde am 20. Jänner 2014 im Rahmen eines großen Begräbnisses beigesetzt. Zu den Trauergästen zählten hohe Prominenz aus der Politik sowie bekannte Unternehmer.
Er ruht gemeinsam mit seinen Eltern Ernst Molden und Paula Preradović und seinem Bruder Otto in einem Ehrengrab auf dem Wiener Zentralfriedhof (Gruppe 32C, Nummer 42) sehr nahe der Gruft der Bundespräsidenten.

## Auszeichnungen
- 1947: Medal of Freedom der Vereinigten Staaten
- 1977: Ehrenzeichen für Verdienste um die Befreiung Österreichs
- 1979: Großer Tiroler Adler-Orden
- 1979: Großes Silbernes Ehrenzeichen für Verdienste um die Republik Österreich
- 1986: Großes Ehrenzeichen des Landes Steiermark
- 1992: Großes Ehrenzeichen des Landes Burgenland
- 1999: Goldenes Ehrenzeichen für Verdienste um das Land Wien
- 2002: Bundes-Ehrenzeichen[17] für ehrenamtliche Leistungen im Bereich der Außenpolitik Österreichs
- 2005: Berufstitel „Professor“

## Werke
- Vielgeprüftes Österreich: Meine politischen Erinnerungen. Amalthea Verlag, Wien 2007, ISBN 978-3-85002-614-7.
- Aufgewachsen hinter grünen Jalousien. Vergessene Geschichten aus Österreichs bürgerlicher Welt. Ibera & Molden, Wien 1997, ISBN 3-900436-32-0.
- Besetzer, Toren, Biedermänner. Ein Bericht aus Österreich 1945–1962. Goldmann, München 1982, ISBN 3-442-26743-9.
- Fepolinski und Waschlapski auf dem berstenden Stern. Bericht einer unruhigen Jugend. Ibera & Molden, Wien 1997, ISBN 3-900436-42-8.
- Feuer in der Nacht. Opfer und Sinn des österreichischen Widerstandes 1938–1945. Amalthea-Verlag, Wien 1988, ISBN 3-85002-262-5.
- Der Konkurs. Aufstieg und Fall eines Verlegers. Hoffmann & Campe, Hamburg 1984, ISBN 3-455-08630-6.
- Die Österreicher oder Die Macht der Geschichte. Langen-Müller, München 1987, ISBN 3-7844-2116-4.
- Ungarns Freiheitskampf. Libertas Verlag, Wien 1957 (zusammen mit Eugen Géza Pogany)
- Austria. A Summary in Facts and Figures. New York 1949.